# Adhemir Villavicencio
Adhemir Villavicencio (Perú, 12 de noviembre de 1988) es un futbolista peruano. Jugaba de delantero en el Somos Olímpico. Tiene 36 años. 
En el 2010 iba a jugar en el José Gálvez de Chimbote, pero al igual que otros jugadores, no se quedó en el club por bajo rendimiento.

## Clubes
| Club                   | País | Año         |
| ---------------------- | ---- | ----------- |
| Universitario          | Perú | 2007        |
| América Cochahuayco    | Perú | 2007 - 2009 |
| Universidad San Marcos | Perú | 2010        |
| José María Arguedas    | Perú | 2011        |
| Minsa FBC              | Perú | 2012        |
| Unión Fuerza Minera    | Perú | 2013 - 2014 |
| Unión Alto Huarca      | Perú | 2015        |
| Alfredo Salinas        | Perú | 2015        |
| Deportivo Sutega       | Perú | 2016        |
| Deportivo Binacional   | Perú | 2016        |
| Somos Olímpico         | Perú | 2017-2019   |

## Palmarés

### Distinciones individuales
| Distinción                                                                             | Año  |
| -------------------------------------------------------------------------------------- | ---- |
| Incluido en el equipo ideal de la Copa Perú según el portal periodístico DeChalaca.com | 2014 |